# Prime apparizioni dei personaggi Timely Comics

## Nel 1936
| Personaggio       | Autore       | Descrizione                 | Collana e nr.             | Data    |
| ----------------- | ------------ | --------------------------- | ------------------------- | ------- |
| Ka-Zar, il grande | Ben Thompson | Personaggio simile a Tarzan | Manvis Publishing Company | ottobre |

## Nel 1939
| Personaggio                                  | Autore         | Descrizione                                                            | Collana e nr.                      | Data    |
| -------------------------------------------- | -------------- | ---------------------------------------------------------------------- | ---------------------------------- | ------- |
| Namor il Sub-Mariner (Namor The Sub-Mariner) | Bill Everett   | Principe di Atlantide                                                  | Motion Picture Funnies Weekly n. 1 | aprile  |
| American Ace                                 | Paul Lauretta  | Pilota di aerei                                                        | Motion Picture Funnies Weekly n. 1 | aprile  |
| La Torcia Umana (The Human Torch)            | Carl Burgos    | Androide in grado di infiammarsi, creato dal professore Phineas Horton | Marvel Comics n. 1                 | ottobre |
| L'Angelo (The Angel)                         | Paul Gustavson | Detective mascherato                                                   | Marvel Comics n. 1                 | ottobre |

## Nel 1940
| Personaggio             | Autore                     | Descrizione                                                           | Collana e nr.              |
| ----------------------- | -------------------------- | --------------------------------------------------------------------- | -------------------------- |
| The Fiery Mask          | Joe Simon                  | Medico che acquista superpoteri dopo l'esposizione a raggi misteriosi | Daring Mystery Comics n. 1 |
| John Steele             | Dean Carr, Larry Antonette | Soldato-mercenario statunitense che combatte in Europa                | Daring Mystery Comics n. 1 |
| Monako, Prince of Magic | Larry Antonette            | Mago dotato di poteri sovrannaturali                                  | Daring Mystery Comics n. 1 |

| Personaggio                          | Autore                   | Descrizione | Collana e nr.              |
| ------------------------------------ | ------------------------ | --- | -------------------------- |
| Electro                              | Steve Dahlman            | Robot comandato a distanza dal suo creatore                                                                                                   | Marvel Mystery Comics n. 4 |
| Ferret                               | Stockbridge Winslow      | Detective privato aiutato da un furetto addomesticato                                                                                         | Marvel Mystery Comics n. 4 |
| Laughing Mask                        | Will Harr                | Procuratore distrettuale che decide di combattere il crimine indossando una maschera e un paio di pistole. Diventerà, in seguito, Purple Mask | Daring Mystery Comics n. 2 |
| Mr. E                                | Joe CalCagno, Al Carreno | Personaggio mascherato dal fisico atletico | Daring Mystery Comics n. 2 |
| Phantom Bullet (Pallottola Fantasma) | Joe Simon                | Reporter che combatte il crimine con un costume e una pistola che spara proiettili di ghiaccio                                                | Daring Mystery Comics n. 2 |
| Trojak The Tiger Man/Tigerman        | Gregory Sykes            | Personaggio simile a Tarzan | Daring Mystery Comics n. 2 |

| Personaggio        | Autore                | Descrizione | Collana e nr.      |
| ------------------ | --------------------- | --- | ------------------ |
| Dakor the magician |                       | Mago/detective simile a Mandrake | Mystic Comics n. 1 |
| Blue Blaze         | Harry Douglas         | Figlio di scienziato viene irradiato da una "fiamma blu" nel 1852; creduto morto, si risveglia 88 anni dopo con superforza e invulnerabilità | Mystic Comics n. 1 |
| The 3Xs            | "Roe"                 | Gruppo di tre detective che combattono spie e criminali                                                                                      | Mystic Comics n. 1 |
| Dynamic Man        | Daniel Peters         | Androide dotato di superforza, volo e altri poteri; diventerà un agente dell'FBI                                                             | Mystic Comics n. 1 |
| Flexo              | Wil Harr, Jack Binder | Robot realizzato in materiale flessibile; può rilasciare un gas soporifero                                                                   | Mystic Comics n. 2 |

| Personaggio         | Autore            | Descrizione | Collana e nr.              |
| ------------------- | ----------------- | --- | -------------------------- |
| Marvex              |                   | Potente robot realizzato nella "quinta dimensione", si ribella ai suoi creatori e combatterà a favore del genere umano | Daring Mystery Comics n. 3 |
| Phantom Reporter    | "Roe", Sam Cooper | Giornalista che si mette una maschera e combatte il crimine                                                            | Daring Mystery Comics n. 3 |
| Master Mind Excello |                   | Playboy dotato di poteri psichici, lavora per la U.S. Navy                                                             | Mystic Comics n. 2         |
| Taxi Taylor         |                   | Meccanico realizza un'automobile che può volare e andare sott'acqua, utilizzandola per combattere il crimine           | Mystic Comics n. 2         |
| Invisible Man       |                   | Scienziato acquisisce il potere dell'invisibilità                                                                      | Mystic Comics n. 2         |
| Zara of the Jungle  |                   | Eroina simile a Sheena                                                                                                 | Mystic Comics n. 2         |

| Personaggio             | Autore   | Descrizione | Collana e nr.  |
| ----------------------- | -------- | --- | -------------- |
| Mercury                 |          | Personaggio ispirato all'omonima divinità greca                                                                          | Red Raven n. 1 |
| The Top (The Human Top) | Dun Barr | Uomo diventa una "trottola umana" dopo essere sottoposto ad un esperimento che gli permette di immagazzinare elettricità | Red Raven n. 1 |

| Personaggio | Autore       | Descrizione                                               | Collana e nr.              |
| ----------- | ------------ | --------------------------------------------------------- | -------------------------- |
| Hercules    |              | Uomo soprannominato "Ercole" per la sua forza eccezionale | Mystic Comics n. 3         |
| The Falcon  | Paul Reinman | Vigilante in costume, privo di particolari poteri         | Daring Mystery Comics n. 5 |

| Personaggio             | Autore                       | Descrizione | Collana e nr.               |
| ----------------------- | ---------------------------- | --- | --------------------------- |
| Little Hercules         | Bud Sagendorf                | Dodicenne dotato di grande forza e intelligenza simile a Popeye                                                                                             | Daring Mystery Comics n. 4  |
| Merzah the Mystic       | Russ Lanford                 | Mistico che combatte le spie grazie ai suoi poteri psichici                                                                                                 | Mystic Comics n. 4          |
| Black Widow             | George Kapitan, Harry Sahle. | Veggente, dopo essere stata assassinata, viene resuscitata da Satana permettendole di vendicare la sua morte, e di guadagnare le anime dei defunti          | Mystic Comics n. 4          |
| Thin Man                | Klaus Nordling               | Dopo avere scoperto una valle nascosta in Tibet, uno scienziato ottiene il potere di modificare il proprio corpo secondo la sua volontà                     | Mystic Comics n. 4          |
| Corvo Rosso (Red Raven) | Joe Simon, Louis Cazeneuve   | Cresciuto da un popolo di uomini-uccello dopo un incidente aereo, Red Raven acquisisce un costume che gli permette di volare e combattere, così, il crimine | Red Raven Comics n. 1       |
| Magar                   |                              | Mago dotato di poteri sovrannaturali | Red Raven Comics n. 1       |
| Terry Vance             |                              | Genio-bambino, detective ed inventore | Marvel Mystery Comics n. 10 |

| Personaggio | Autore    | Descrizione              | Collana e nr.              |
| ----------- | --------- | ------------------------ | -------------------------- |
| Marvel Boy  | Joe Simon | Reincarnazione di Ercole | Daring Mystery Comics n. 6 |

| Personaggio         | Autore                   | Descrizione                                                                                   | Collana e nr.           |
| ------------------- | ------------------------ | --------------------------------------------------------------------------------------------- | ----------------------- |
| Mantor the magician |                          | Mago dotato di poteri sovrannaturali                                                          | Human Torch Comics n. 2 |
| Microman            | Harold Delay, Paul Quinn | Dopo avere bevuto una pozione, un teenager rimpicciolisce alle dimensioni di pochi centimetri | Human Torch Comics n. 2 |
| Toro                | Carl Burgos              | Ragazzo che possiede i poteri simili a quelli della Torcia Umana                              | Human Torch Comics n. 2 |

| Personaggio | Autore                | Descrizione | Collana e nr.               |
| ----------- | --------------------- | --- | --------------------------- |
| The Vision  | Joe Simon, Jack Kirby | Alieno di nome Aarkus, viene contattato da uno scienziato terrestre per combattere il crimine. Può volare, creare copie di sé stesso e generare ghiaccio | Marvel Mystery Comics n. 13 |

## Nel 1941
| Personaggio                            | Autore                     | Descrizione | Collana e nr.                                   |
| -------------------------------------- | -------------------------- | --- | ----------------------------------------------- |
| Black Marvel                           | Stan Lee, Al Gabriele      | Dopo avere superato alcune prove, l'atletico Dan Lyons guadagna il costume e l'appellativo di Black Marvel. | Mystic Comics n. 5                              |
| Super Slave                            | Paul Gustavson             | Un "genio della lampada" in grado di crescere o rimpicciolirsi, dotato di enorme forza e invulnerabilità. | Mystic Comics n. 5                              |
| The Terror                             | Syd Shores, Phil Sturm     | Scienziato scopre casualmente una sostanza che dona, a chi viene iniettata, grande forza e un viso simile ad un teschio umano.                                                                                               | Mystic Comics n. 5                              |
| Blazing Skull (Teschio Fiammeggiante)  |                            | Durante un reportage in Cina, Mark Todd viene a contatto con la razza degli "Skull Men", che lo rendono immnue al fuoco; dotatosi di una maschera simile a quella dei suoi mentori, decide di combattere le forze dell'asse. | Mystic Comics n. 5                              |
| Moon-Man                               |                            | Vigilante molto agile, combatte di notte indossando un costume. | Mystic Comics n. 5                              |
| Sub-Earth Man                          |                            | Enorme regnante del sottosuolo; immune al fuoco. | Mystic Comics n. 5                              |
| Capitan America (Captain America)      | Joe Simon, Jack Kirby      | Steve Rogers viene scelto per fare da cavia in un esperimento militare: diventerà l'eroico Capitan America. | Captain America Comics n. 1                     |
| Bucky                                  | Joe Simon, Jack Kirby      | Dopo avere scoperto l'identità di Capitan America, Bucky Barnes diventerà il suo inseparabile braccio destro. | Captain America Comics n. 1                     |
| Betsy Ross (poi Golden Girl)           | Joe Simon, Jack Kirby      | Ausiliaria dell'esercito, si unirà all'FBI | Captain America Comics n. 1                     |
| Hurricane                              |                            | Figlio di "Thor" e discendente di alcune divinità greche. | Captain America Comics n. 1                     |
| Patriota (The Patriot alias Jeff Mace) | Raymond Gill, Bill Everett | Ispirato da Capitan America, il reporter Jeffrey Mace decide di crearsi un costume e combattere le spie dell'asse. | The Human Torch n. 4 (erroneamente numerato: 3) |

| Personaggio                 | Autore                    | Descrizione | Collana e nr.                                                 |
| --------------------------- | ------------------------- | --- | ------------------------------------------------------------- |
| Diamante Blu (Blue Diamond) | Ben Thompson              | Dopo una esplosione, frammenti di un misterioso diamante blu penetrano nel corpo del professore Morrow; grazie ad essi guadagnerà una pelle invulnerabile, che lo spingerà a combattere i nazisti. | Daring Mystery Comics n. 7                                    |
| Challenger                  | Mick Carlton              | Dopo la morte del padre, uno studente si maschera e si dedica alla caccia al crimine utilizzando la sua abilità di spadaccino e a quella di resistere al dolore fisico.                            | Daring Mystery Comics n. 7                                    |
| The Fin                     | Bill Everett              | Un officiale di marina, dopo l'attacco del suo sottomarino, scopre di sapere resistere alle pressioni sottomarine e di respirare sott'acqua.                                                       | Daring Mystery Comics n. 7                                    |
| Silver Scorpion             | Henry Sable               | Segretaria di un investigatore privato, abile lottatrice, assume l'identità di Silver Scorpion dopo avere sventato una rapina.                                                                     | Daring Mystery Comics n. 7                                    |
| The Thunderer               | Carl Burgos, John Compton | Vigilante incappucciato, usa la sua abilità nel combattimento e un microfono che gli amplifica la voce.                                                                                            | Daring Mystery Comics n. 7                                    |
| Miss Fury                   | Tarpé Mills               | Ragazza vestita con un costume nero, combatte il crimine. | Striscia a fumetti del Bell Syndicate, pubblicata la domenica |

| Personaggio  | Autore                | Descrizione                                                                                  | Collana e nr.                    |
| ------------ | --------------------- | -------------------------------------------------------------------------------------------- | -------------------------------- |
| Young Allies | Joe Simon, Jack Kirby | Gruppo di ragazzi formato da Bucky e Toro: "Nocche" (Knuckles), "Whitewash", "Tubby" e Jeff. | Young Allies Comics n. 1, estate |

| Personaggio        | Autore                    | Descrizione | Collana e nr.     |
| ------------------ | ------------------------- | --- | ----------------- |
| Defender           |                           | Abile combattente, dotato di costume ispirato alla bandiera degli USA. Aiutato da Rusty.                                              | U.S.A.Comics n. 1 |
| Jack Frost         |                           | Essere dotato di superforza e dell'abilità di generare ghiaccio.                                                                      | U.S.A.Comics n. 1 |
| Major Liberty      |                           | Giovane riesce ad evocare lo spirito di Paul Revere, che lo aiuta a sconfiggere le spie dell'asse.                                    | U.S.A.Comics n. 1 |
| Rockman            | Stan Lee, Basil Wolverton | Reggente di un popolo sotterraneo, sale in superficie per aiutare a combattere i nazisti; dotato di forza sovraumana e altre abilità. | U.S.A.Comics n. 1 |
| Trottola (Whizzer) | Al Avison, Al Gabriele    | In seguito ad una trasfusione di sangue di mangusta, Robert Frank diventa velocissimo.                                                | U.S.A.Comics n. 1 |
| Young Avenger      |                           | Giovane dotato di grande forza fisica.                                                                                                | U.S.A.Comics n. 1 |

| Personaggio | Autore              | Descrizione                                                                                               | Collana e nr.               |
| ----------- | ------------------- | --- | --------------------------- |
| Padre Tempo | Stan Lee, Al Avison | Dopo che suo padre è stato ingiustamente condannato, un giovane si crea un costume e combatte il crimine. | Captain America Comics n. 6 |

| Personaggio                | Autore   | Descrizione | Collana e nr.      |
| -------------------------- | -------- | --- | ------------------ |
| Il Distruttore (Destroyer) | Stan Lee | Giornalista statunitense viene imprigionato in Germania; qui ingerisce un siero che gli dona una grande forza fisica, che userà per combattere i nazisti. | Mystic Comics n. 6 |

| Personaggio    | Autore | Descrizione | Collana e nr.     |
| -------------- | ------ | --- | ----------------- |
| Captain Terror |        | Abile pilota, marinaio e lottatore, combatte mascherato durante la guerra civile spagnola e nella seconda guerra mondiale. | U.S.A.Comics n. 2 |
| Vagabond       |        | Uomo si camuffa da vagabondo per combattere il crimine.                                                                    | U.S.A.Comics n. 2 |

| Personaggio | Autore   | Descrizione                                                                          | Collana e nr.      |
| ----------- | -------- | ------------------------------------------------------------------------------------ | ------------------ |
| Witness     | Stan Lee | Misterioso individuo in grado di sapere quando si sta svolgendo un crimine in città. | Mystic Comics n. 7 |

## Nel 1942
| Personaggio                                | Collana e nr.                                       | Data     |
| ------------------------------------------ | --------------------------------------------------- | -------- |
| Citizen V (V Cittadino)                    | Daring Mystery Comics n. 8                          | gennaio  |
| Jimmy Jupiter                              | Marvel Mystery Comics n. 28                         | febbraio |
| Mary Morgan                                | e infine Miss Patriot - Marvel Mystery Comics n. 29 | marzo    |
| Tough Kid Squad (Squadra dei Ragazzi Duri) | Tough Kid Squad Comics n. 1                         | marzo    |

| Personaggio                                                      | Collana e nr.              | Data   |
| ---------------------------------------------------------------- | -------------------------- | ------ |
| The Thunderer (e infine Black Avenger (Vendicatore Nero))        | Daring Mystery Comics n. 7 | aprile |
| The Fourth Musketeer (Il Quarto Moschettiere, infine Blue Blade) | Comedy Comics n. 10        | giugno |
| Monstro the Mighty                                               | Comedy Comics n. 10        | giugno |
| Archie the Gruesome (Archie, l'Orribile)                         | Comedy Comics n. 10        | giugno |
| Victory Boys (Ragazzi della Vittoria)                            | U.S.A. Comics n. 5         | estate |
| Blue Blade (Lama Blu)                                            | U.S.A. Comics n. 5         | estate |
| Roko                                                             | U.S.A. Comics n. 5         | estate |
| American Avenger (Vendicatore Americano)                         | U.S.A. Comics n. 5         | estate |

| Personaggio                          | Collana e nr.                               | Data    |
| ------------------------------------ | ------------------------------------------- | ------- |
| Fighting Yank (Strattone Combattivo) | Captain America Comics n. 17                | agosto  |
| Black Avenger (Vendicatore Nero)     | (era The Thunderer) All-Winners Comics n. 6 | autunno |

| Personaggio | Collana e nr.                          | Data    |
| ----------- | -------------------------------------- | ------- |
| Miss Fury   | era Black Fury - Miss Fury Comics n. 1 | inverno |

## Nel 1943
| Personaggio                         | Collana e nr.                               | Data     |
| ----------------------------------- | ------------------------------------------- | -------- |
| Captain Wonder (Capitan Meraviglia) | Kid Komics n. 1                             | febbraio |
| Subbie                              | Kid Komics n. 1                             | febbraio |
| Capitan Daring [Captain Daring II]  | U.S.A.Comics n. 7                           | marzo    |
| Secret Stamp (Marchio Segreto)      | U.S.A.Comics n. 7                           | marzo    |
| Tommy Tyme                          | Young Allies Comics n. 7                    | aprile   |
| Miss America                        | Marvel Mystery Comics n. 49                 | novembre |
| Miss Patriot (Miss Patriota)        | era Mary Morgan Marvel Mystery Comics n. 50 | dicembre |

## Avventure Post-Belliche dei tardi 1940
| Personaggio                             | Collana e nr.                               | Data                     |
| --------------------------------------- | ------------------------------------------- | ------------------------ |
| All-Winners Squad                       | All-Winners Comics n. 19                    | (settembre) autunno 1946 |
| The Blonde Phantom (La Fantasma Bionda) | All-Select Comics n. 1                      | (settembre) autunno 1946 |
| Namora                                  | Marvel Mystery Comics n. 82                 | maggio 1947              |
| Golden Girl [Ragazza d'oro]             | era Betsy Ross Captain America Comics n. 66 | aprile 1948              |
| Sun Girl [Ragazza Sole]                 | Sun Girl n. 1                               | agosto 1948              |
| Venus                                   | Venus n. 1                                  | agosto 1948              |
| Nettunia [Neptunia]                     | Venus n. 18                                 | febbraio 1952            |

## Le storie d'amore, l'umorismo e i personaggi di animali buffi tipici dei fumetti
| Personaggio                           | Collana e nr.           | Data                     |
| ------------------------------------- | ----------------------- | ------------------------ |
| Powerhouse Pepper                     | Joker Comics n. 1       | aprile 1942              |
| Ziggy Pig                             | Krazy Komics n. 1       | luglio 1942              |
| Inky                                  | Terry-Toons Comics n. 5 | febbraio 1943            |
| Super Rabbit                          | Comedy Comics n.14      | marzo 1943               |
| Silly Seal                            | Krazy Komics n. 8       | giugno 1943              |
| Patsy Walker                          | Miss America n. 2       | novembre 1944            |
| Nellie                                | Nellie, the nurse n. 1  | gennaio 1945             |
| Krazy Krow [Corvo matto]              | All Surprise n. 6       | marzo 1945               |
| Wacky Duck [Papero strambo]           | Dopey Duck Comics n. 1  | (settembre) autunno 1945 |
| Millie, the model [Millie la modella] | Millie the model n. 1   | (dicembre) inverno 1945  |

## Eroi "Western" dei fumetti
| Personaggio       | Collana e nr.             | Data                 |
| ----------------- | ------------------------- | -------------------- |
| The Masked Raider | Marvel Comics n. 1        | ottobre 1939         |
| El Glaucho        | Citato U.S.A. Comics n. 5 | (giugno) estate 1942 |

| Personaggio | Collana e nr.   | Data          |
| ----------- | --------------- | ------------- |
| Pinto Pete  | Kid Komics n. 1 | febbraio 1943 |

| Personaggio                   | Collana e nr.              | Data                    |
| ----------------------------- | -------------------------- | ----------------------- |
| Kid Texas                     | Daring Mystery Comics n. 1 | gennaio 1940            |
| Two-Gun Kid (Kid due Pistole) | Two-Gun Kid n. 1           | marzo 1948              |
| Annie Oakley                  | Annie Oakley n. 1          | (marzo) Primavera 1948  |
| Arizona Annie                 | Wild West n. 1             | (marzo) Primavera 1948  |
| Tex Taylor                    | Wild West n. 1             | (marzo) Primavera 1948  |
| Kid Colt Outlaw               | Kid Colt Outlaw n. 1       | agosto 1948             |
| Blaze Carson                  | Blaze Carson n. 1          | settembre 1948          |
| Black Rider                   | All-Western Winner n. 2    | (dicembre) Inverno 1948 |
| Rex Hart                      | Rex Hart n. 6              | agosto 1949             |
| Apache Kid                    | Two-Gun Western n. 5       | novembre 1950           |

| Personaggio                  | Collana e nr. | Data         |
| ---------------------------- | ------------- | ------------ |
| Calico Kid                   | Tim Holt n. 6 | maggio 1949  |
| Ghost Rider (era Calico Kid) | Tim Holt n.11 | ottobre 1949 |

## Eroi le cui avventure erano ambientate in epoche diverse da quella moderna
| Personaggio         | Collana e nr.               | Data           |
| ------------------- | --------------------------- | -------------- |
| Dynaman             | Daring Mystery Comics n. 6  | settembre 1940 |
| Tuk [Tuk, Cave-Boy] | Captain America Comics n. 1 | marzo 1941     |

| Personaggio                       | Collana e nr.              | Data        |
| --------------------------------- | -------------------------- | ----------- |
| Barton, la Brezza [Breeze Barton] | Daring Mystery Comics n. 3 | aprile 1940 |
| Cervello Eterno [Eternal Brain]   | Red Raven Comics n. 1      | agosto 1940 |
| Capitan Daring [Captain Daring I] | Daring Mystery Comics n. 7 | aprile 1941 |
| Capitan Dash [Captain Dash]       | Comedy Comics n. 9         | aprile 1942 |